# 禿衂郡
禿衂郡（越南语：／），又作禿碌郡，又译“脱诺郡”，是越南芹苴市下辖的一个郡。面积118平方千米，2019年总人口155360人。

## 地理
禿衂郡北接安江省龙川市，南接乌门郡和红旗县，西接永盛县，东接同塔省来𡑵县和垃圩县。

## 历史
2004年1月2日，禿衂縣以盛安市镇、盛安社、盛禄社、盛贵社、盛美社、盛富社、盛胜社、中兴社1市镇7社和永贞社部分区域析置永盛县；仍辖禿衂市镇、顺兴社、中一社、新禄社、中坚社、中安社、中盛社、泰顺社1市镇7社和永贞社剩余区域；永贞剩余区域并入泰顺社。
2007年11月6日，顺兴社析置新兴社。
2008年12月23日，泰顺社和中一社析置永平社，永平社划归永盛县管辖；永盛县中兴社部分区域划归禿衂縣中盛社管辖；中安社部分区域和中盛社划归红旗县管辖；禿衂縣改制为禿衂郡；泰顺社分设为泰顺坊和顺安坊，禿衂市镇改制为禿衂坊，中一社部分区域和中安社剩余区域合并为盛和坊，中一社剩余区域改制为中一坊，中坚社改制为中坚坊，顺兴社改制为顺兴坊，新兴社改制为新兴坊，新禄社改制为新禄坊。

## 行政区划
禿衂郡下辖9坊，郡人民委员会位于禿衂坊。
- 新兴坊（Phường Tân Hưng）
- 新禄坊（Phường Tân Lộc）
- 盛和坊（Phường Thạnh Hoà）
- 禿衂坊（Phường Thốt Nốt）
- 泰顺坊（Phường Thới Thuận）
- 顺安坊（Phường Thuận An）
- 顺兴坊（Phường Thuận Hưng）
- 中坚坊（Phường Trung Kiên）
- 中一坊（Phường Trung Nhứt）